# Stans (Tirol)
Stans ist eine Gemeinde mit 2243 Einwohnern (Stand 1. Jänner 2024) im Bezirk Schwaz, Tirol (Österreich).

## Geografische Lage
Stans liegt im Unterinntal auf der linken Innseite, nahe Schwaz. Der Ortskern erstreckt sich auf einem Schwemmkegel des Stanser Bachs.

### Gemeindegliederung
Stans besteht aus einer einzigen gleichnamigen Katastralgemeinde und gliedert sich in drei Ortschaften (Einwohner Stand 1. Jänner 2024):
- Schlagturn (121)
- Stans (2115)
- Tratzberg (7)

Zu Stans gehören die Ortsteile Unterdorf, Oberdorf, Heimwald, Vogelsang, Am Rain, Berchat, Kirchfeld, Schloss Tratzberg, Dornau, Durrach, Heuberg, Rossweide, St. Georgenberg, Tenniscenter und Stanser Au.

### Nachbargemeinden
Alle Nachbargemeinden liegen im Bezirk Schwaz.
| Eben am Achensee | Jenbach                                     |               |
|                  | Kompassrose, die auf Nachbargemeinden zeigt | Buch in Tirol |
| Vomp             | Schwaz                                      |               |

## Geschichte
Der Name Stans erscheint erstmals in der sogenannten Quartinusurkunde vom Jahre 827 n. Chr. als „Stauanes“, als der breonische Nurihtaler Quarti(nus) Besitz an das Kloster Innichen übertrug, wobei allerdings die Namensnennung nicht zweifelsfrei auf Stans zu beziehen ist.
Die ältesten Spuren einer Besiedlung reichen zurück in das erste Jahrtausend vor Christus. Auf dem Burgberg bei Stans wurden 1952 bis 1957 archäologische Untersuchungen durchgeführt. Baureste aus der Späthallstatt- und Latènezeit wurden freigelegt, darunter Wohnbauten und Feuerstellen. Der größte Bau aus der Latènezeit maß ungefähr 8 × 9 m im Geviert. Sowohl die Hallstatt- als auch die Latène-Siedlung wurden durch einen Brand vernichtet – in beiden Fällen wurden offenbar bald darauf die Brandstellen nach brauchbaren Gegenständen durchsucht.
Rathold von Aibling, ein Rapotone und Gutsbesitzer in Stans, gilt als Gründer von St. Georgenberg (um 950).
Die alte Kirche, geweiht den Heiligen Laurentius und Ulrich, wurde urkundlich 1337 genannt. Allein das Kirchenpatrozinium Laurentius lässt auf eine sehr alte Kultstätte schließen. Grabungsfunde lassen die Entstehung der ersten Kirche ins 5. Jahrhundert datieren. Somit ist Stans einer der ganz wenigen Orte Nordtirols, dessen Kirchengeschichte in die Zeit der ersten Missionierung des Landes zurückreicht.
Seit 1470 hatte Stans Anteil am Schwazer Silber- und Kupferbergbau. Schmelzhütten standen am Stanserbach und das Gewerkenhaus der Familie Tänzl (Silberbrenner) ist aus jener Zeit noch erhalten.
1296 wurde das Schloss Tratzberg zum ersten Mal erwähnt. Die Landesfürsten, die Freundsberger, die Gewerkenfamilie Tänzl, die reichen Fugger und die Grafen von Tannenberg waren einmal Besitzer von Tratzberg. Seit 1848 ist das Schloss im Besitz der Grafen Enzenberg.
Die Ahrner Kupfergewerkschaft der Grafen Tannenberg errichtete 1802 eine Leonische Drahtwarenfabrik, die bis heute verschiedenste Erzeugnisse aus feinen Silber- und Kupferdrähten herstellt.
Von 1890 bis zum Ersten Weltkrieg gab es in Stans die erste Kneipp-Anstalt in Tirol.

### Bevölkerungsentwicklung
| Stans: Einwohnerzahlen von 1869 bis 2024            | Stans: Einwohnerzahlen von 1869 bis 2024 | Stans: Einwohnerzahlen von 1869 bis 2024 | Stans: Einwohnerzahlen von 1869 bis 2024 | Stans: Einwohnerzahlen von 1869 bis 2024 |
| --------------------------------------------------- | ---------------------------------------- | ---------------------------------------- | ---------------------------------------- | ---------------------------------------- |
| Jahr                                                |                                          |                                          |                                          | Einwohner                                |
| 1869                                                | 1869                                     |                                          | 541                                      | 541                                      |
| 1880                                                | 1880                                     |                                          | 507                                      | 507                                      |
| 1890                                                | 1890                                     |                                          | 549                                      | 549                                      |
| 1900                                                | 1900                                     |                                          | 591                                      | 591                                      |
| 1910                                                | 1910                                     |                                          | 600                                      | 600                                      |
| 1923                                                | 1923                                     |                                          | 609                                      | 609                                      |
| 1934                                                | 1934                                     |                                          | 742                                      | 742                                      |
| 1939                                                | 1939                                     |                                          | 718                                      | 718                                      |
| 1951                                                | 1951                                     |                                          | 787                                      | 787                                      |
| 1961                                                | 1961                                     |                                          | 877                                      | 877                                      |
| 1971                                                | 1971                                     |                                          | 1.342                                    | 1.342                                    |
| 1981                                                | 1981                                     |                                          | 1.599                                    | 1.599                                    |
| 1991                                                | 1991                                     |                                          | 1.703                                    | 1.703                                    |
| 2001                                                | 2001                                     |                                          | 1.890                                    | 1.890                                    |
| 2011                                                | 2011                                     |                                          | 1.935                                    | 1.935                                    |
| 2021                                                | 2021                                     |                                          | 2.191                                    | 2.191                                    |
| 2024                                                | 2024                                     |                                          | 2.243                                    | 2.243                                    |
| Quelle(n): Statistik Austria, Gebietsstand 1.1.2021 |                                          |                                          |                                          |                                          |

## Kultur und Sehenswürdigkeiten

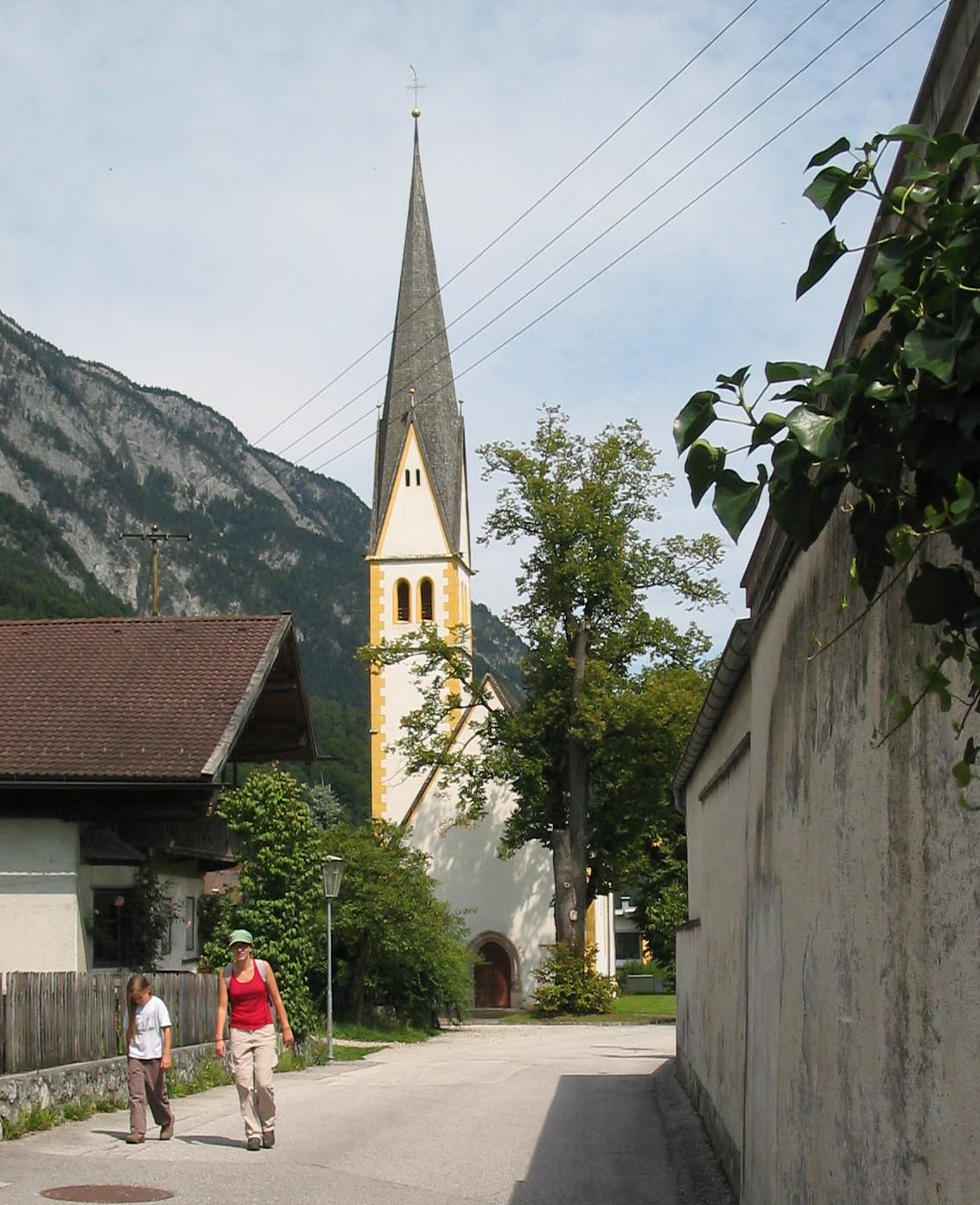
Alte Pfarrkirche Stans

- Katholische Alte Pfarrkirche Stans Hll. Laurentius und Ulrich
- Katholische Neue Pfarrkirche Stans Herz Jesu: Sehenswert im Ort ist die 1885 bis 1896 erbaute römisch-katholische Herz-Jesu-Kirche. Sie wurde im neugotischen Stil erbaut und besitzt einen Hochaltar, der dem Altar der Brüsseler Kathedrale nachempfunden wurde. Oberhalb von Stans steht die im Jahre 1667 erbaute kleine Wallfahrtskirche Maria Tax mit Fresken des bekannten Malers Christoph Anton Mayr. Am Westeingang des Dorfes befindet sich ein steinerner Bildstock aus der Zeit um 1500.
- Touristisch bedeutend sind das über die Wolfsklamm erreichbare Kloster St. Georgenberg, einer der beliebtesten Tiroler Wallfahrtsorte, weiters das auf einer nordöstlichen Anhöhe gelegene Schloss Tratzberg. Die Wolfsklamm ist bereits seit 1901 erschlossen, eine Folge des damaligen Wellnesstourismus in Stans. Durch Stans verläuft ein Abschnitt des Jakobswegs, der sich von Jenbach über Stans, Kloster St. Georgenberg, nach Vomp, Stift Fiecht, und von dort über Terfens zum Umlberg, Wallfahrtskirche Maria Larch, zieht.

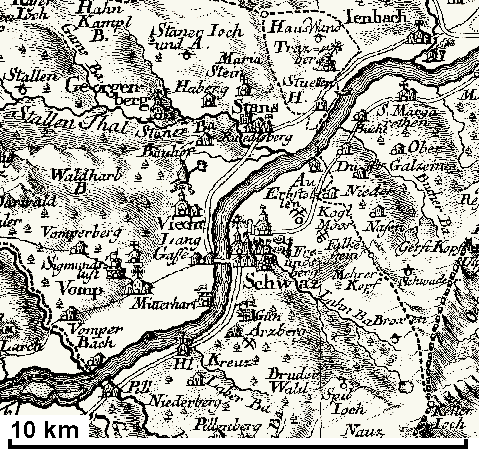
Atlas Tirolensis, 1774
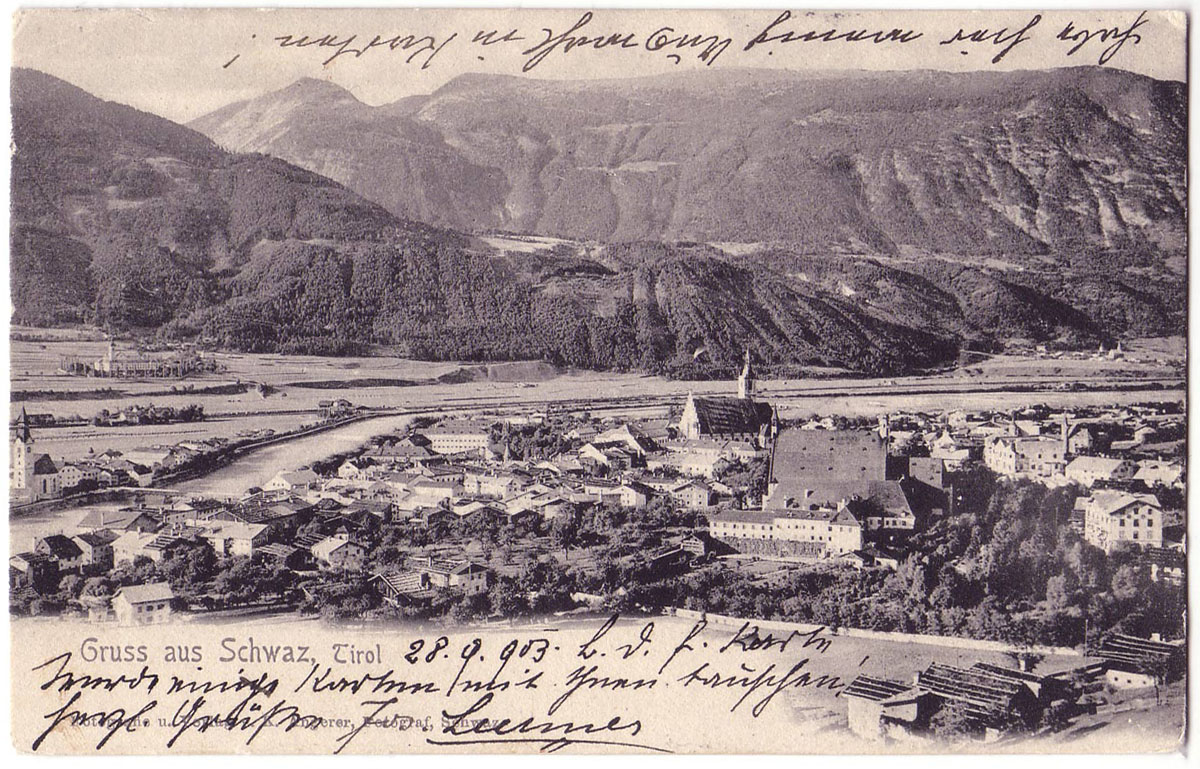
Stans und Fiecht, Lithographie (Postkarte, 1903)
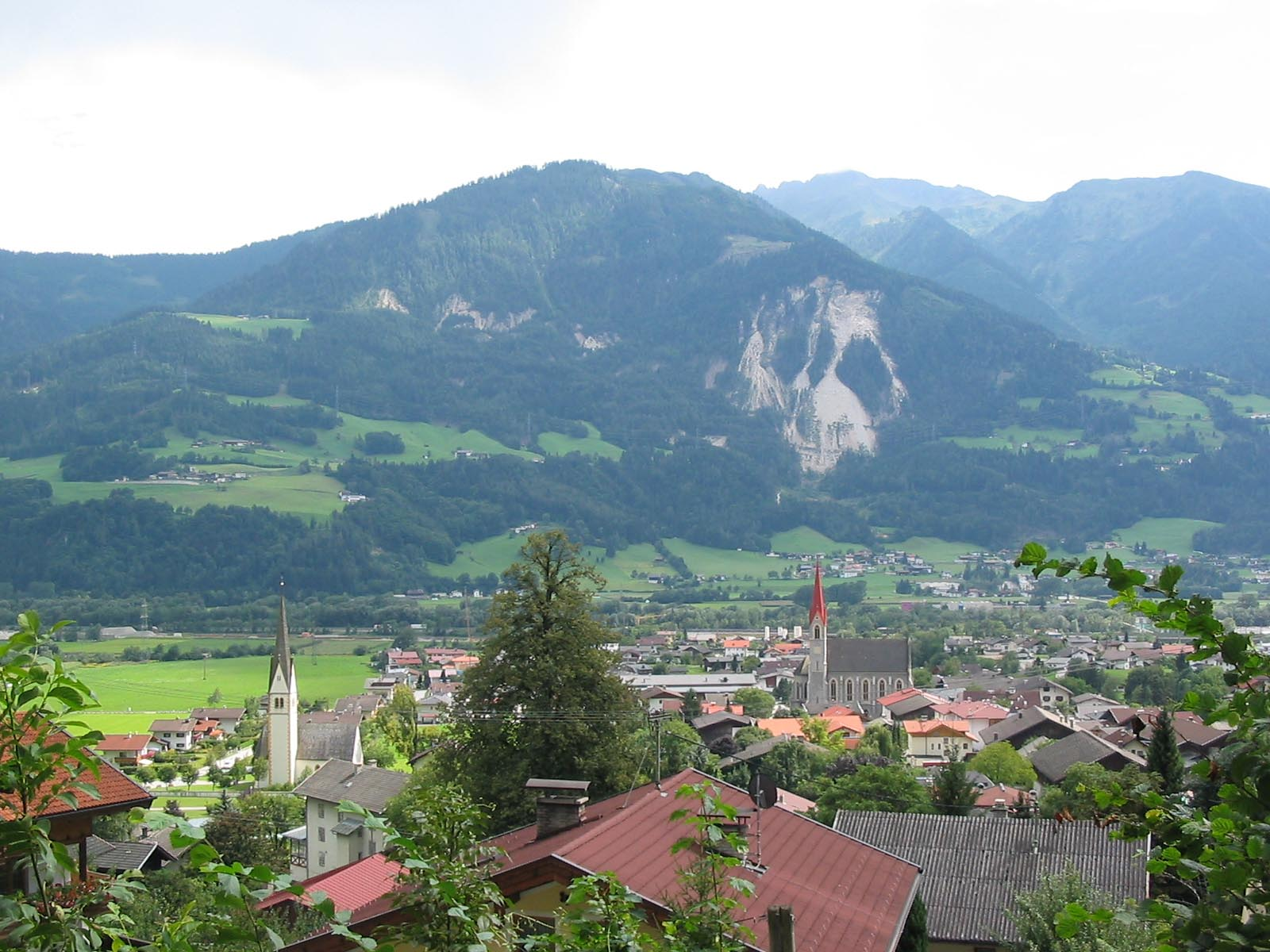
Laurentiuskirche (links) und Herz-Jesu-Kirche (rechts); Eiblschrofen
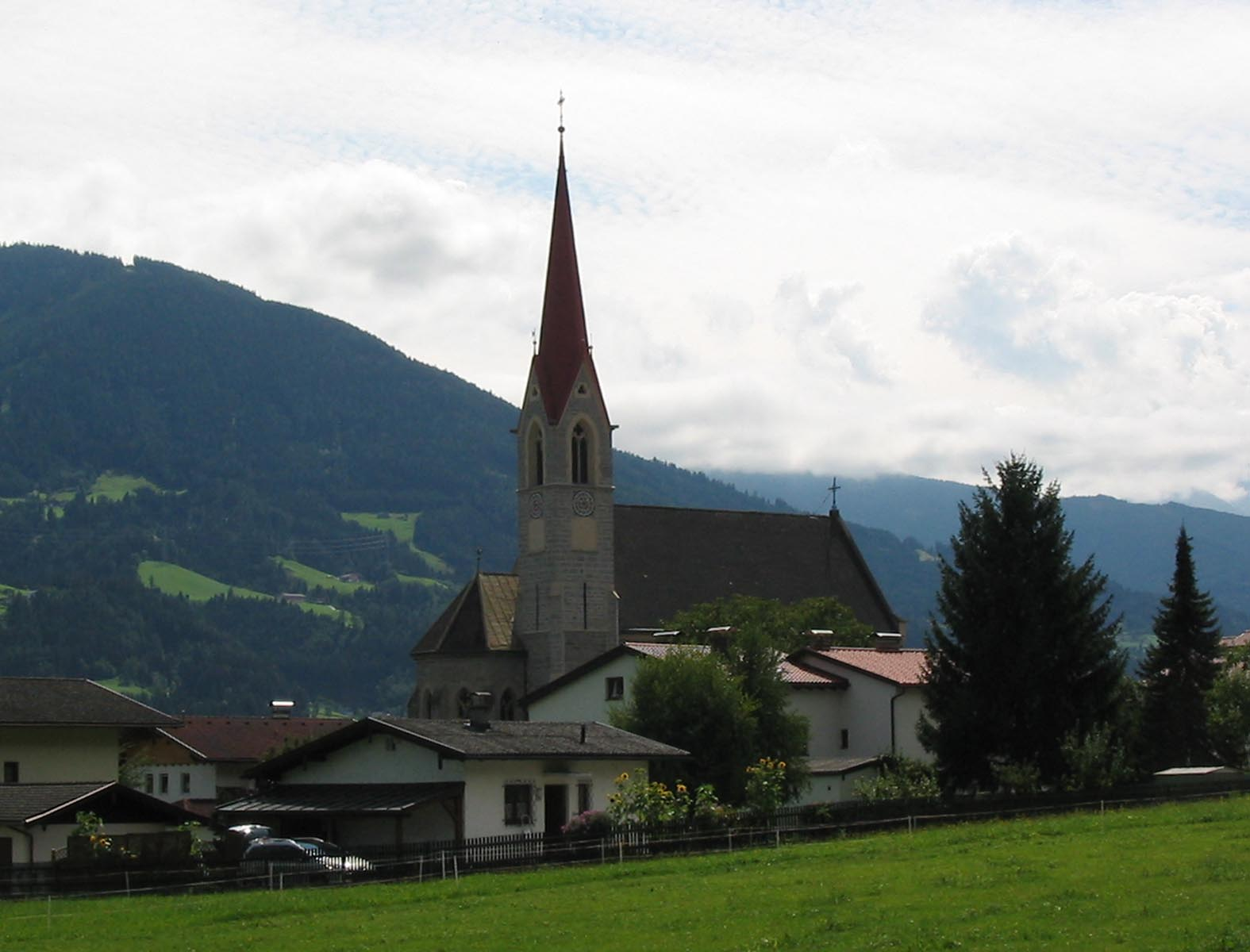
Neue Pfarrkirche Stans
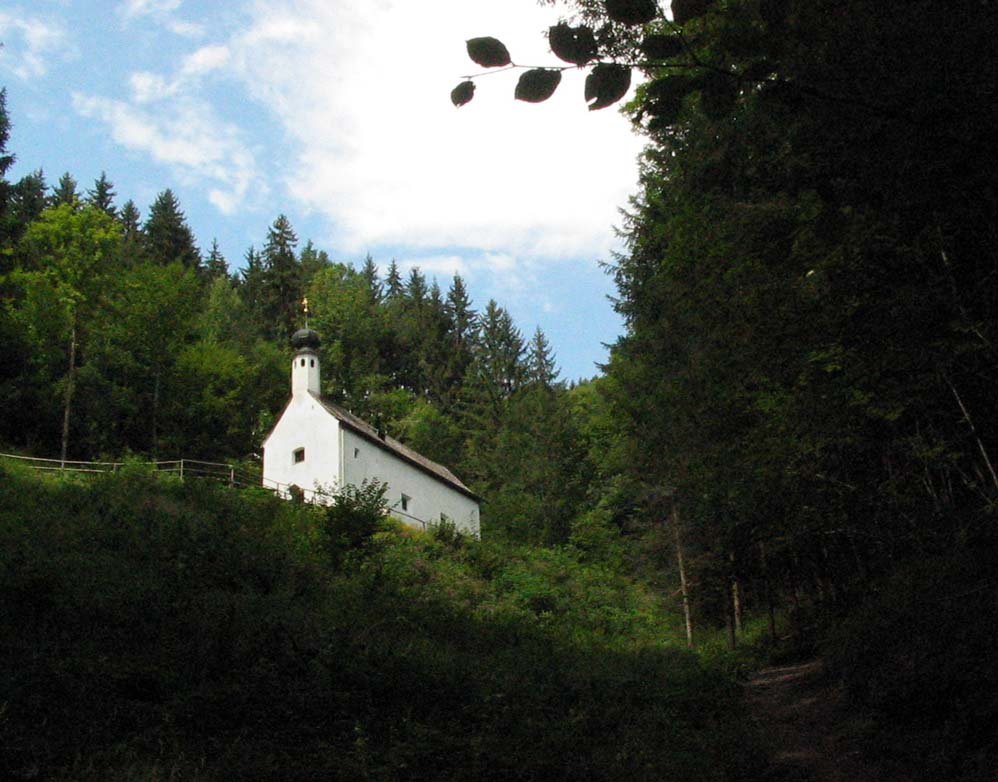
Maria Tax, eine halbe Wegstunde von Stans
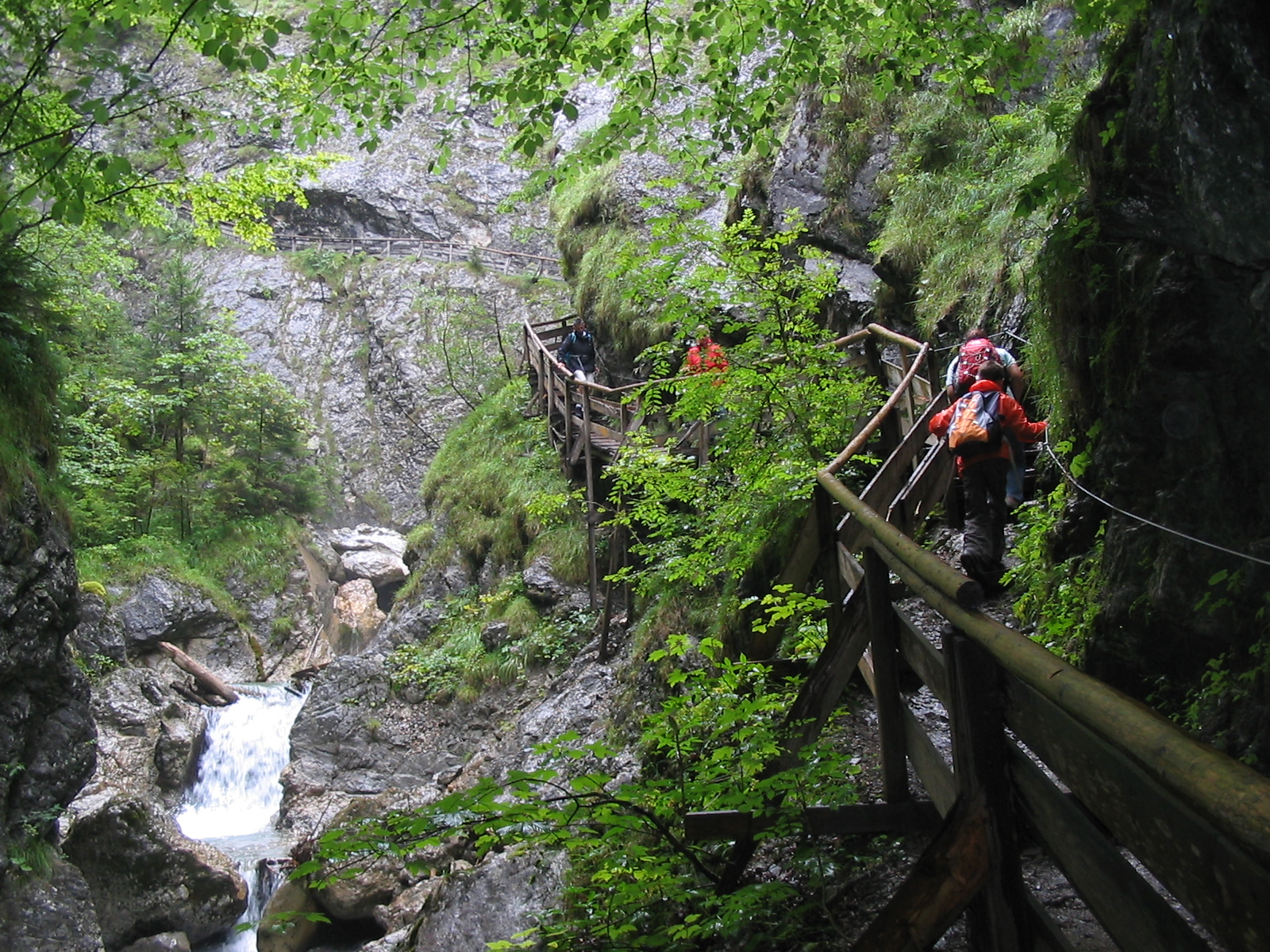
Die gut erschlossene Wolfsklamm

### Feste und Brauchtum
- In Stans hat sich eine sehr eigenartige Form des Anklöpfelns in der Adventszeit erhalten. Dieser uralte Brauch wird nur alle zehn Jahre durchgeführt.

## Wirtschaft und Infrastruktur
Im Gewerbegebiet Dornau haben sich Groß- und Mittelbetriebe angesiedelt, darunter der auf eine lange Tradition zurückblickende  Fruchtsaft- und Marmeladenproduzent Darbo. Dies verhilft Stans zu einer positiven Pendlerbilanz. Neben Darbo ist die Firma der Familie Gschwentner, Travel Europe, der größte Arbeitgeber im Ort. Stans ist außerdem als Erholungsdorf für Touristen interessanter geworden.
Verkehrsmäßig ist der Ort über die Ausfahrt Schwaz der Inntalautobahn A 12 und über eine Haltestelle der Westbahn erschlossen.

## Politik

### Gemeinderat
Der Gemeinderat besteht aus 13 Mandataren.
| Partei                                | 2022    | 2022    | 2016  | 2016    | 2010  | 2010    |
| Partei                                | %       | Mandate | %     | Mandate | %     | Mandate |
| ------------------------------------- | ------- | ------- | ----- | ------- | ----- | ------- |
| Stanser Bürgerliste                   | 43,17   | 6       | 44,19 | 6       | 35,46 | 5       |
| Gemeinsam für Stans                   | 31,08   | 4       | 38,34 | 5       |       |         |
| Gewerbe, Handwerk und Bauern 1)       | 13,08   | 2       | 17,47 | 2       | 21,81 | 3       |
| Gemeinschaftsliste für Zusammenarbeit |         |         |       |         | 33,21 | 4       |
| Team Thomas Lintner                   |         |         |       |         | 9,52  | 1       |
| Menschen Freiheit Grundrechte         | 12,67 % | 1       |       |         |       |         |

1) Die Partei trat 2010 unter dem Namen „Handwerk & Gewerbe Stans + Bauern“ an

### Bürgermeister
Bürgermeister von Stans ist Michael Huber.

### Wappen
1960 erhielt Stans von der Tiroler Landesregierung das Gemeindewappen verliehen.
Blasonierung (Wappenbeschreibung):
„Ein von Gold und Blau gespaltener Schild mit einem aufrecht stehenden schwarzen Rost im goldenen Feld und drei goldenen Ähren im blauen Feld.“
Die Farben der Gemeindefahne: Gelb-Blau.
Begründung: Der Rost des Hl. Laurentius versinnbildlicht das Patrozinium der alten Pfarrkirche. Mit den Ähren, die aus dem vermeintlichen Wappen des Ratold von Aibling stammen, wird an den Gründer des Klosters Georgenberg erinnert.

## Persönlichkeiten
Aus Stans kamen:
- der Maler Josef Arnold der Ältere (1788–1879)
- der Freiheitskämpfer Anton Obrist (1759–1834)
- dessen Sohn, der Bauerndichter Hans Obrist
- Johann Kellerer, Hofgärtner des bulgarischen Königs